# Gaëtan Guyon
Pour les articles homonymes, voir Guyon.
Pas d'image ? Cliquez ici

a Compétitions nationales et continentales officielles uniquement.

Dernière mise à jour le 23 août 2015.
Gaëtan Guyon, né le 20 septembre 1988, est un joueur français de rugby à XV qui évolue au poste de pilier droit.

## Biographie
Il évolue au sein de l'effectif du Stade rochelais de 2008 à 2013, puis passe une saison au FC Auch, et rejoint Colomiers rugby en août 2014 alors qu'il est au chômage. Il arrête sa carrière à la fin de la saison 2014-2015, à la suite d'une pubalgie récalcitrante qui le suit depuis 3 ans.
Il fait, en 2020, « l'objet d'une enquête pour agression sexuelle sur mineur et possession d'images pédopornographiques ».